# Patinação artística nos Jogos Olímpicos de Inverno de 1980 - Duplas
A competição de duplas da patinação artística nos Jogos Olímpicos de Inverno de 1980 foi disputado entre 12 duplas.

## Medalhistas
| Ouro   | URS Irina Rodnina / Alexander Zaitsev   |
| Prata  | URS Marina Cherkasova / Sergei Shakhrai |
| Bronze | GDR Manuela Mager / Uwe Bewersdorff     |

## Resultados
| #                 | Nome                                 | País                   | PC | PL | TFP    | FSFP |
| ----------------- | ------------------------------------ | ---------------------- | -- | -- | ------ | ---- |
| Medalha de ouro   | Irina Rodnina / Alexander Zaitsev    | URS União Soviética    | 1  | 1  | 147.26 | 9    |
| Medalha de prata  | Marina Cherkasova / Sergei Shakhrai  | URS União Soviética    | 2  | 2  | 143.80 | 19   |
| Medalha de bronze | Manuela Mager / Uwe Bewersdorff      | GDR Alemanha Oriental  | 4  | 3  | 140.52 | 33   |
| 4                 | Marina Pestova / Stanislav Leonovich | URS União Soviética    | 3  | 4  | 141.14 | 31   |
| 5                 | Kitty Carruthers / Peter Carruthers  | USA Estados Unidos     | 5  | 5  | 137.38 | 46   |
| 6                 | Sabine Baeß / Tassilo Thierbach      | GDR Alemanha Oriental  | 6  | 6  | 136.00 | 53   |
| 7                 | Sheryl Franks / Michael Botticelli   | USA Estados Unidos     | 7  | 7  | 133.84 | 64   |
| 8                 | Christina Riegel / Andreas Nischwitz | FRG Alemanha Ocidental | 8  | 8  | 131.70 | 71   |
| 9                 | Barbara Underhill / Paul Martini     | CAN Canadá             | 9  | 9  | 129.36 | 78   |
| 10                | Susan Garland / Robert Daw           | GBR Grã-Bretanha       | 11 | 10 | 124.36 | 91   |
| 11                | Elizabeth Cain / Peter Cain          | AUS Austrália          | 10 | 11 | 121.30 | 98   |
| WD                | Tai Babilonia / Randy Gardner        | USA Estados Unidos     |    |    |        |      |

Legenda
| Recorde mundial      | Recorde mundial (World record)               |                       | Recorde africano                      | Recorde africano (African) |                                           | Q | Classificado por posição (Qualified) |
| Recorde olímpico     | Recorde olímpico (Olympic record)            | Recorde da América    | Recorde da América (Americas)         | q                          | Classificado por melhor tempo (Qualified) |   |                                      |
| Melhor marca do ano  | Melhor marca do ano (World leading)          | Recorde asiático      | Recorde asiático (Asian)              | DNS                        | Não largou (Did not start)                |   |                                      |
| Recorde nacional     | Recorde nacional (National record)           | Recorde europeu       | Recorde europeu (European)            | DNF                        | Não terminou (Did not finish)             |   |                                      |
| Recorde pessoal      | Recorde pessoal do atleta (Personal best)    | Recorde da Oceania    | Recorde da Oceania (Oceania)          | DSQ / DQ                   | Desclassificado (Disqualified)            |   |                                      |
| Recorde da temporada | Recorde da temporada do atleta (Season best) | Recorde sul-americano | Recorde sul-americano (South America) | NM                         | Sem marca (No mark)                       |   |                                      |